# La Bataille de Varsovie, 1920
Pour plus de détails, voir Fiche technique et Distribution.
La Bataille de Varsovie, 1920 (1920 Bitwa Warszawska) est un film de guerre réalisé par Jerzy Hoffman, sorti le 30 septembre 2011 sur les écrans polonais. Il s'agit du premier film polonais en 3D et l'un des films les plus chers de l'histoire du cinéma polonais.

## Liminaire
L'histoire se déroule sur fond de la bataille de 1920, lorsque les Polonais ont repoussé l'Armée rouge qui marchait vers la capitale Varsovie.

## Synopsis
Le poète polonais Jan Krynicki (Borys Szyc), à la veille de son départ au combat avec l'armée polonaise comme uhlan (lancier),  épouse l’actrice Ola Raniewska (Natasza Urbańska). Le mariage est célébré par l’abbé Ignacy Skorupka (Łukasz Garlicki).
Les bolcheviks, sous la direction de Lénine, décident d'envahir la Pologne – étape vers l'Allemagne et la France – afin d’étendre la révolution prolétarienne dans d'autres pays.
Les troupes polonaises ont avancé jusqu’à Kiev.
Jan Krynicki lit pour plaisanter un tract que les bolchéviks ont envoyé aux soldats polonais. Il est accusé de propagande communiste et condamné à mort par une cour martiale. Il échappe au dernier moment à l’exécution, son unité étant attaquée les troupes ennemies. Le commissaire politique Bykowski (Adam Ferency) voit d’un œil favorable un soldat condamné à mort par les « bourgeois » polonais et il propose à Krynicki de devenir son traducteur-rédacteur pour aider à l’écriture de tracts de propagande, et l’oblige à se joindre à son unité.
Le major Wieniawy (Bogusław Linda) apprend à Ola la disparition de son mari en opération. Le capitaine Kostrzewa (Jerzy Bonczak) lui dit qu’il a trahi pour passer du côté des bolcheviques et veut en profiter pour en faire sa maîtresse sous prétexte de la protéger, mais celle-ci réussit à s’en débarrasser avec l’aide d’autres femmes.
Krynicki parvient à échapper aux bolchéviks en désarmant Bykowski. Il rejoint une unité de Cosaques, qui l’aide à rejoindre les lignes polonaises. 
Ola Raniewska, de son côté, sans nouvelle de son mari, ne veut pas rester les bras croisés, et décide de s’engager dans l'armée polonaise en tant qu'infirmière.
Le chef de l’État polonais, le maréchal Józef Pilsudski (Daniel Olbrychski), élabore une contre-offensive. Les services de renseignements parviennent à décoder les communications de l'armée bolchevique. Ils brouillent leurs communications en émettant le texte de la Bible.
Le point culminant de la guerre met face à face l'armée polonaise et les bolcheviques près de Varsovie. Les troupes polonaises remportent une victoire spectaculaire et inattendue, surnommée le miracle de la Vistule et les Soviétiques battent en retraite. 
Jan Krynicki, blessé au cours des combats, est hospitalisé dans un hôpital militaire, où Ola Raniewska soigne les victimes.... Les époux peuvent ainsi se retrouver.

## Fiche technique
- Titre original : 1920 Bitwa Warszawska
- Réalisation : Jerzy Hoffman
- Scénario : Jerzy Hoffman, Jaroslaw Sokól
- Costumes : Magdalena Biernawska-Teslawska, Andrzej Szenajch
- Photographie : Lukasz Kosmicki
- Musique : Krzesimir Debski
- Production : Jerzy R. Michaluki
- Société de production : Zodiak Jerzy Hoffman Film Production Sp. z o.o.
- Sociétés de distribution : Orbis Express ( Australie), Koch Media ( Allemagne, DVD), Metrodome Distribution ( Royaume-Uni, DVD)
- Budget : 27 millions de Złoty (estimation, 6,4 millions d'€ en 2017)
- Pays d'origine :  Pologne
- Langue : Polonais, Russe
- Format : Couleurs - son Dolby Digital, ratio 1.85 : 1
- Genre : film historique, film de guerre
- Durée : 115 minutes
- Dates de sortie :
  -  Pologne : 30 septembre 2011
  -  Corée du Sud : 9 octobre 2011 (Pusan International Film Festival)
  -  France : 6 novembre 2012 (DVD)
  -  Japon : 26 septembre 2014 (DVD)

## Distribution
- Daniel Olbrychski : maréchal Józef Piłsudski
- Borys Szyc : Jan Krynicki, soldat polonais, uhlan
- Natasza Urbańska : Ola Raniewska, femme de Jan, actrice de théâtre
- Marian Dziędziel : général Tadeusz Rozwadowski
- Bogusław Linda : colonel Bolesław Wieniawa-Długoszowski
- Jerzy Bończak : capitaine Kostrzewa
- Ewa Wiśniewska : Ada
- Stanisława Celińska : Madame Zdzisia
- Adam Ferency : tchékiste Bykowski
- Olga Kabo : Sofia Nikolaïevna
- Łukasz Garlicki : aumônier Ignacy Skorupka
- Wojciech Solarz : Samuel
- Piotr Głowacki : Anatol
- Andrzej Strzelecki : Wincenty Witos
- Adam Szyszkowski : Iwanow

### Acteurs et rôles non référencés sur les sites consacrés au cinéma
- Wiktor Zborowski : capitaine Charles de Gaulle[1]
- Wojciech Pszoniak : général Maxime Weygand[1],[2],[3]